# Wieża Bramy Górnej w Głuchołazach
Wieża Bramy Górnej w Głuchołazach – jedna z pozostałości po średniowiecznych murach miejskich Głuchołaz (województwo opolskie).

## Historia
Gotycko-renesansowy obiekt pochodzi z XIV wieku.  Został wyposażony w renesansową attykę i strzelnice. W 1902 dodano do budowli ceglany hełm, który nie harmonizuje właściwie z resztą bryły. W latach 70. XX w. wieżę odnowiono, a w 2008 odrestaurowano attykę i hełm. Nastąpiło wówczas udostępnienie tarasu widokowego dla turystów na poziomie zwieńczenia attyki.